# Муми-папа
Муми-папа (швед. Muminpappan, фин. Muumipappa) — персонаж серии книг, написанных финской писательницей Туве Янссон.

## Характеристика
Родился при уникальном положении звёзд и был оставлен в Доме для подкидышей тётки Хемулихи. В юности много путешествовал, самостоятельно выстроил Муми-дом. Является также известным в Муми-доле писателем, автором мемуаров. Верен своим привычкам, способен на отчаянные поступки, любит всё необычное. Считает себя одарённым, но непонятым.

## Создание образа
На острове, где семья Янссон проводила каждое лето, туалет находился не в доме, а на улице и изнутри был оббит картоном. На этом картоне там шла бурная переписка между всеми членами семьи. Однажды брат Туве написал там какую-то историю о Канте. Туве ему в ответ нарисовала самое некрасивое существо, какое только она могла придумать — так появился первый Муми-тролль. Фигурка Муми-тролля, как личная эмблема-подпись Янссон, была и на её антигитлеровском плакате в конце 30-х годов. Муми-тролль в первое время выглядел, как белое существо с длинным узким носом и именовался Снорком.